# 李普
李 普（り ふ、長慶4年（824年） - 大和2年6月1日（828年7月16日））は、唐の皇太子。第13代皇帝敬宗の長男。生母は郭貴妃。

## 生涯
宝暦元年11月丙申（826年1月9日）、晋王に封じられる。
大和2年6月乙卯（828年7月16日）、5歳で夭折した。叔父の文宗により悼懐太子の諡号を贈られた。